# Martha Masters

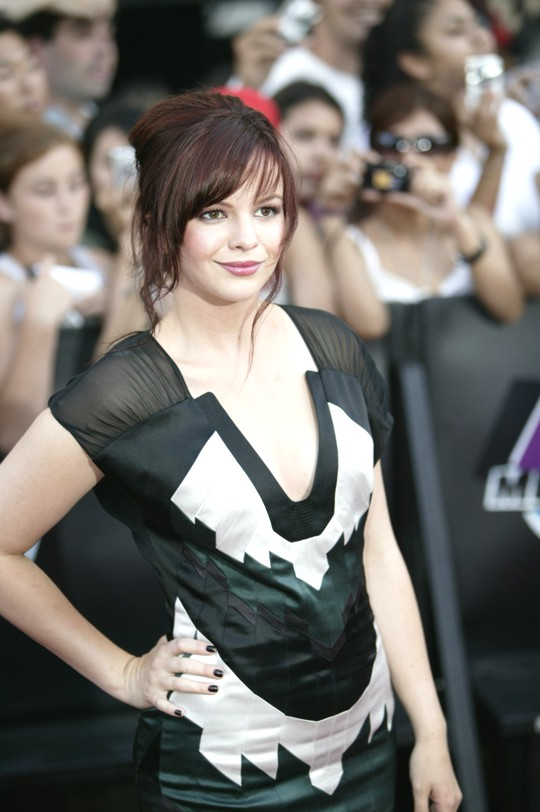
Herečka Amber Tamblyn

Martha M. Masters je fiktivní postava ze seriálu Dr. House. Je ztvárněna herečkou Amber Tamblynovou (* 14. května 1983). 

## Životopis
Martha Masters získala doktorát z matematiky a dějin umění. V epizodě politická objednávka (Office Politics) ji Dr. Cuddyová, ředitelka nemocnice, přijme na volné místo "třináctky", která se zatím na nějakou dobu asi v nemocnici ani v seriálu neobjeví, do Houseova týmu.V epizodě "Family Practice" ji Dr.House hrozí, že jí vyhodí z lékařské fakulty kvůli jeho osobním problémům, ale Martha si své místo zachová díky své chytrosti.

## Povaha
Martha je velmi chytrá, což také týmu mnohdy pomůže. Není však schopná pacientům a ani dr. Cuddyové lhát, při čemž se častokrát dostává do hádky s Housem. I když cítí potřebu pacientům neustále říkat jenom pravdu, není to pro pacienty vždy přínosné a často dochází k selhání. Častokrát ji tým ani neřekne všechny informace o pacientovi, protože se bojí, že by pacientovi řekla pravdu a tím ho ohrozila. Má však velmi dobré nápady, a tak jí to zatím stačí aby pokračovala jako důležitá součást Housova týmu.